# Laforêt
Laforêt är en ort i Belgien.   Den ligger i provinsen Namur och regionen Vallonien, i den södra delen av landet, 120 km söder om huvudstaden Bryssel. Laforêt ligger 214 meter över havet och antalet invånare är 107.
Terrängen runt Laforêt är kuperad åt sydväst, men åt nordost är den platt. Laforêt ligger nere i en dal. Närmaste större samhälle är Bouillon, 12,5 km sydost om Laforêt. 
I omgivningarna runt Laforêt växer i huvudsak blandskog. Runt Laforêt är det ganska glesbefolkat, med 28 invånare per kvadratkilometer.